# Nam Hưng, Tiên Lãng
Nam Hưng là một xã thuộc huyện Tiên Lãng, thành phố Hải Phòng, Việt Nam.
Xã Nam Hưng có diện tích 4,84 km², dân số năm 1999 là 4967 người, mật độ dân số đạt 1026 người/km².